# Walter Bruno Iltz

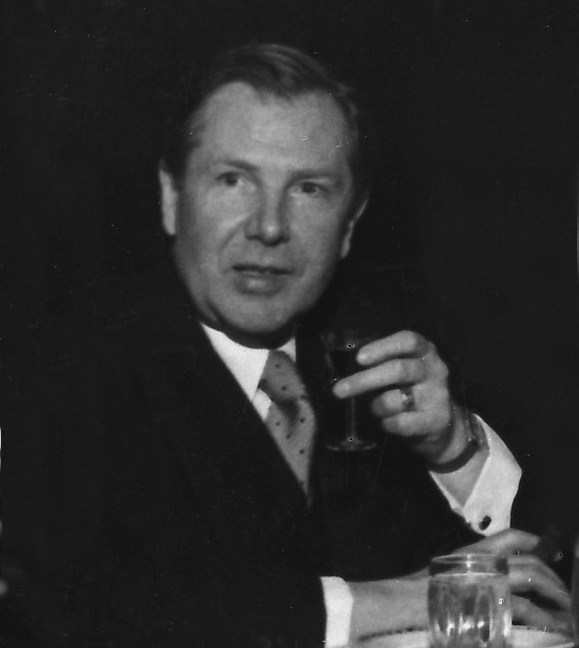
Walter Bruno Iltz, 1938

Walter Bruno Iltz (* 17. November 1886 in Praust bei Danzig; † 5. November 1965 in Tegernsee) war ein deutscher Theaterdirektor, Regisseur und Schauspieler.

## Leben
Walter Bruno Iltz sollte die Apothekerlaufbahn einschlagen, er ging 1907 zum Studium nach München, wurde dann aber Schauspieler und stand 1908 in Schweidnitz zum ersten Mal auf der Bühne. Es folgten Engagements am Stadttheater von Zittau (1909) und ans Lobetheater in Breslau (1910–1913).
Von 1913 bis 1924 war Iltz am königlichen und dann ab 1923 staatlichen Schauspielhaus Dresden unter der Leitung von Karl Zeiss als jugendlicher Charakterspieler im Ensemble mit Maria Fein und Theodor Becker engagiert, wo er als vorzüglicher Sprecher bekannt wurde und als Hugo von Hofmannsthals Jedermann und als Franz Moor in Schillers Die Räuber beeindruckte sowie als Dauphin, als Ferdinand in Kabale und Liebe und in der Titelrolle von Hanns Johsts Drama Der König. 1920 spielte Iltz in der Uraufführung von Walter Hasenclevers expressionistischem Drama Jenseits unter der Regie von Berthold Viertel und an der Seite von Alice Verden den Raul, ein Stück, das das Ziel hatte, „eine neue Dimension und Sprache auf der Bühne zu erfinden“ (Kurt Pinthus) in einer Aufführung, mit der Iltz 1922 nochmal am Lobetheater in Breslau gastierte. Max Brod widmete ihm seinen Einakter Die Höhe des Gefühls in der Reihe „Der jüngste Tag“ im Kurt Wolff Verlag, das 1918 mit Iltz in Dresden uraufgeführt worden war: „Walter Bruno Iltz, dem ausgezeichneten Darsteller des Orosmin gewidmet.“ Ab 1921 war Iltz – beeinflusst von der Arbeit Max Reinhardts – am Dresdner Theater dann auch als Regisseur tätig. Iltzs Erscheinung war „jugendfrisch, spannkräftig, willensstark, mit etwas Jungenhaften in seinem Wesen“.  wobei er mit seiner „diktatorischen Art“ die Kollegen verblüffte, jedoch sehr erfolgreich war.
1917 heiratete Iltz die Sopranistin Helena Forti (1884–1942), die 1911 an die Hofoper von Dresden gekommen war und bis 1924 Mitglied des Hauses blieb. 1914 sang sie bei den Festspielen von Bayreuth die Sieglinde in der Walküre und die Kundry im Parsifal. Durch ihre Arbeit in Bayreuth wurde das Ehepaar mit Siegfried und Winifred Wagner bekannt. 1916 sang Iltzs Frau an der Dresdner Hofoper in der Uraufführung von Eugen d’Alberts Oper Die toten Augen die Partie der Myrtocle. Nach ihrem Abgang von der Opernbühne schulte Forti die Schauspieler an den Theatern ihres Mannes in Gera und in Düsseldorf in der Kunst der Gebärde. Viele Illustrierte und Tageszeitungen brachten Bilder von der Hochzeit, besonders weil das Paar sich am Tegernsee in der dort üblichen Landestracht trauen ließ. Das Ehepaar Iltz war in seiner Dresdner Zeit mit dem Germanisten Oskar Walzel befreundet.

## Reußisches Theater Gera

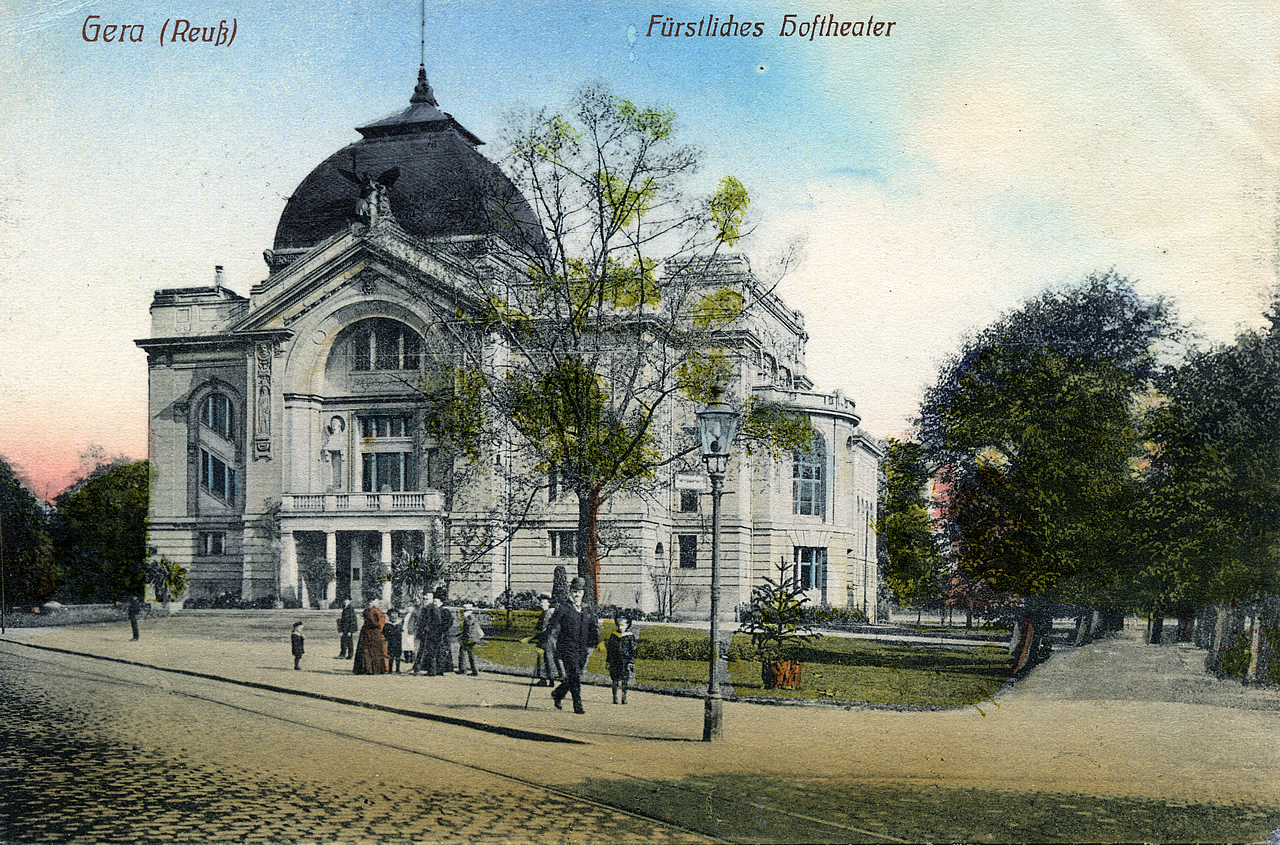
Das Fürstliche Hoftheater in Gera, ca. 1908 (kolorierte Ansichtskarte)

Von 1924 bis 1927 war Iltz Generalintendant des Fürstlich Reußischen Theaters in Gera, einem Unikum unter den Theatern der 1920er Jahre: Gera war in republikanischer Zeit eine Bühne unter fürstlicher Protektion des von Ernst Barlach „Theaterprinz“ genannten, literarisch interessierten Erbprinzen Heinrich XLV. vom Fürstenhaus Reuß (den Iltz zu seinem Dramaturgen machte) und bekam weder Unterstützung von der Stadt noch vom Staat. Das Theater war aber keine „privatartige Schloßbühne“, sondern Landestheater, Oper, Schauspiel, Operette und bot 1100 Besuchern Platz.
Iltz wurde als moderner junger Regisseur bekannt, er war aufgeschlossen und enthusiastisch und setzte zahlreiche neue Autoren auf den Spielplan, wie Ernst Barlach (Die Sündflut, 1925, in eigener Inszenierung, sowie Die gute Zeit, 1925 und Der arme Vetter, 1927), Bertolt Brecht (Mann ist Mann), Arnolt Bronnen, Walter Hasenclever (Ein besserer Herr), Georg Kaiser (3 Stücke), Carl Zuckmayer (Der fröhliche Weinberg, 1926, vom Autor selbst inszeniert) und Fritz von Unruh. Unter Iltzs Direktion fanden auch zahlreiche Uraufführungen statt, darunter von Alexander Lernet-Holenia (Saul), André Gide (Die Rückkehr des verlorenen Sohnes), Denis Diderot (Ist er gut? Ist er böse?), Rosso di San Secondo (Die Treppe, 1927), Bert Schiff und Kiesau, Opern von Johann Staden, Georg Friedrich Händel (Otto und Theophano), Manuel de Falla (Ein kurzes Leben, 1926), Roderich Mojsisovics von Mojsvár (Der Zauberer, 1926) und Vittorio Gnecchi (Rosiera, 1927). Im klassischen Repertoire standen Stücke von Schiller (Die Jungfrau von Orléans), Shakespeare (Der Kaufmann von Venedig), Kleist, Lessing (Nathan der Weise) und Goethes Clavigo sowie Calderon, Tschechow und Büchner im Mittelpunkt.
In der Saison 1925/26 war die avantgardistische Solotänzerin Yvonne Georgi als Leiterin der Tanzgruppe in Gera engagiert. Sie eröffnete ihre Arbeit mit einem Tanzabend, bestehend aus Arabische Suite von Felix Petyrek (mit Georgi als Solistin), Saudades do Brazil von Darius Milhaud und Persisches Ballett von Egon Wellesz. Als Silvesterpremiere kam Vittorio Rietis kurz zuvor von Serge Diaghilevs Ballets Russes uraufgeführte Tanzkomödie Barabau heraus. Die Aufführung lockte sogar die Berliner Kritiker nach Gera und gastierte am Leipziger Schauspielhaus und an der Berliner Volksbühne. 1926 choreografierte Georgi noch Igor Strawinskys Pulcinella. Dennoch erhielt die Tanztruppe „wegen mangelnden Interesses des Publikums“ die Kündigung, und Yvonne Georgi wechselte nach Hannover.
Iltz war ein Entdecker junger Talente und unternahm Reisen durch Deutschland, wobei er unangemeldet und unerkannt den Aufführungen kleiner Provinzbühnen beiwohnte, um nach neuen jungen Kräften Ausschau zu halten. Am Theater in Gera waren Hans Otto, Paul Hoffmann, Oscar Fritz Schuh und ab 1927 der junge Bernhard Minetti engagiert und Iltz lernte die Schauspielerin Dorothea Neff kennen, die Kleists Penthesilea und die Thusnelda in Die Hermannsschlacht spielte und die Iltz später ans Deutsche Volkstheater in Wien engagierte.
In der Spielzeit 1925/1926 erreichte das Theater in Gera mit 240.832 Zuschauern seine höchste Besucherzahl.

## Städtische Bühnen Düsseldorf
Von 1927 bis 1937 war Iltz Generalintendant der Städtischen Bühnen Düsseldorf (Oper, Schauspiel, Operette in zwei Häusern). 1933 wurde zusätzlich das Schauspielhaus Düsseldorf (1904 von Louise Dumont und Gustav Lindemann gegründet) unter Zwangspacht genommen und Iltz als städtischem Generalintendanten unterstellt. An seinem Haus waren Bühnenbildner wie Caspar Neher, Hein Heckroth und Traugott Müller engagiert, aber auch die Schauspieler Bruno Hübner, Will Quadflieg, Peter Lühr, Karl Paryla, Ludwig Schmitz, Hanne Mertens, Marieluise Claudius und später Wolfgang Langhoff und Leon Askin, Kapellmeister Otto Ackermann sowie ab 1928 der ukrainisch-jüdische Dirigent Jascha Horenstein (der Iltz durch Erich Kleiber empfohlen worden war) und ab 1932 Leopold Lindtberg (Lemberger) als Oberspielleiter, was Iltz wegen deren jüdischer Abstammung vom „Kampfbund für Deutsche Kultur“ und der NSDAP vorgeworfen wurde.

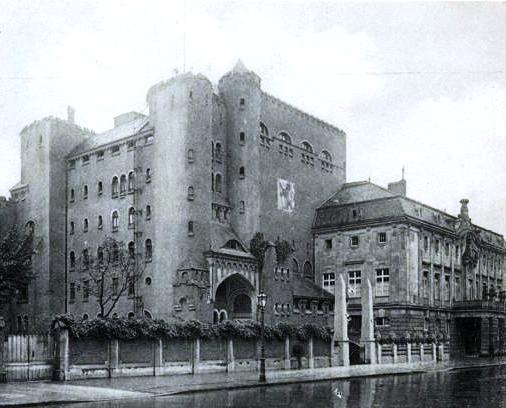
Schauspielhaus Düsseldorf an der Karl-Theodor-Straße erbaut von Bernhard Sehring 1904–1905; seit 1933/34 eine weitere Spielstätte der Städtischen Bühnen, Düsseldorf

Mit Horenstein konnte Iltz sein Konzept zur Förderung der Avantgarde entfalten, die Zusammenarbeit erwies sich als ideal, um dem Musiktheater in Nacheiferung der Berliner Kroll-Oper unter Otto Klemperer ein eigenes Profil zu geben und überregionale Bedeutung zu erlangen. Doch bereits in der ersten Spielzeit brachte Iltz mehrere Erstaufführungen moderner Opern, alle in der Regie von Friedrich Schramm und unter dem Dirigenten Hugo Balzer, heraus: Paul Hindemiths Cardillac (1927), Igor Strawinskys Oedipus Rex (1928) und Kurt Weills Der Zar lässt sich photographieren (1928). Über Cardillac schrieb Hindemith an Iltz: „Erst Ihre Düsseldorfer Aufführung hat mir bewiesen, dass der ‚Cardillac‘ im regulären Opernbetrieb bestehen kann!“ 1929 stellte sich der neue Kapellmeister Jascha Horenstein mit der Uraufführung von Jaromír Weinbergers Schwanda, der Dudelsackpfeifer vor. 1930 folgte die Erstaufführung von Ernst Kreneks burlesker Operette Schwergewicht oder Die Ehre der Nation, Jacques Iberts Angélique sowie eine spektakuläre Aufführung von Wozzeck von Alban Berg (1930, in Anwesenheit des Komponisten), über die Berg an Iltz schrieb: „Diese Reprise freut mich mehr als manche Erstaufführungen, ja sie macht mich stolz“. Die künstlerisch und finanziell erfolgreiche Spielzeit 1930/31 brachte die Uraufführung von Manfred Gurlitts Die Soldaten (nach dem Drama von Jakob Michael Reinhold Lenz, 1930) und wurde mit einer „Modernen Opernwoche“ mit dem Titel „Hauptwerke der modernen Musik“ abgeschlossen, die an drei Abenden Aus einem Totenhaus von Leoš Janáček (Regie: Iltz), Der Lindberghflug von Bertolt Brecht / Kurt Weill und Igor Stravinskys Die Geschichte vom Soldaten sowie den Wozzeck bot. Es folgten Erstaufführungen von Hans Pfitzners Das Herz (1931) und von Giuseppe Verdis Macbeth (1932) sowie Die Bürgschaft von Kurt Weill (Text: Caspar Neher, Dirigent: Horenstein, Regie: Iltz, 1932), Hermann Reutters Der verlorene Sohn (nach André Gide, 1933) und die Uraufführung von Der Rossknecht (nach dem Drama Rosse von Richard Billinger, 1933, mit Erna Schlüter) vom Solorepetitor und Kapellmeister der Oper, Winfried Zillig, den Arnold Schönberg Iltz 1928 persönlich empfohlen hatte. Die Oper musste nach der „Machtergreifung“ jedoch abgesetzt werden. Alle Aufführungen wurden dirigiert von Jascha Horenstein. Selbst in Berlin wurde Düsseldorfs Bühne als beispielhaft fortschrittlich gesehen. Neben dem Lob für die künstlerischen Leistungen meldeten sich aber bereits politische Stimmen zu Wort, die in Horenstein die Verkörperung einer „Verjudung“ des deutschen Theaterwesens sahen.
Nach Horensteins von den Nazis erzwungenem Abgang 1933 kehrte Hugo Balzer als Generalmusikdirektor ans Haus zurück, dessen Programm sich auf Richard Wagner, Mozart und Richard Strauss konzentrierte. Auf dem Spielplan standen Ariadne auf Naxos von Richard Strauss (1934, in den Bühnenbildern von Caspar Neher), Iltz inszenierte Richard Wagners Tristan und Isolde mit Erna Schlüter und Die Walküre, Mozarts Die Zauberflöte sowie Jacques Offenbachs Hoffmanns Erzählungen. Im modernen Repertoire wurden Ernst Kreneks burleske Operette Schwergewicht oder Die Ehre der Nation (1934) und die Uraufführung von Die Heimfahrt des Jörg Tilmann von Ludwig Maurick (1935, für Alfred Rosenbergs „NS-Kulturgemeinde“) gezeigt.
1929/30 verpflichtete Iltz, der eine besondere Begeisterung für das moderne Ballett hatte, die Laban-Schülerin Ruth Loeser als erste Solotänzerin und Ballettmeisterin ans Haus und setzte damit, gemeinsam mit Aurèl Milloss Miholyi, den Aufschwung des Düsseldorfer Balletts durch. Zum ersten Mal wurde damit der beispielhafte Versuch unternommen, dem Ballett eines Opernhauses als „Tanzbühne der Stadt Düsseldorf“ die Selbständigkeit einer eigenen Kunstgattung zu geben. Loeser choreographierte Saudades do brazil von Darius Milhaud und Suiten I und II für kleines Orchester. 1933 musste Ruth Loeser als Jüdin entlassen werden. In Iltz’ Reihe „Deutsche Meistertänzer“ gastierten 1933/34 Harald Kreutzberg, Niddy Impekoven, Yvonne Georgi, Gret Palucca und Hanna Spohr. Iltz lud auch Mary Wigman und ihre Tanztruppe der „Deutschen Tanzfestspiele Berlin 1934“ am 19. Februar 1935 zu einem Gastspiel an sein Haus ein.
Iltzs Theaterinszenierungen dienten mitunter mehr den politischen Anforderungen, zu ihnen gehörten Schlageter des NS-Dramatikers Hanns Johst (für die „Schlageter-Stadt“ Düsseldorf), Das Gastmahl der Götter von Paul Joseph Cremers (UA) und die Uraufführung des Goya-Dramas Genie ohne Volk von Viktor Warsitz für die „4. Reichstheaterwoche“ am 15. Juni 1937 mit Werner Krauß in der Hauptrolle sowie Hermann Burtes Katte, Friedrich Grieses Dorfkomödie Die Schafschur (1934), Schillers Wilhelm Tell, Goethes Egmont und die Uraufführung Pentheus von Hans Schwarz (1935, in den Bühnenbildern von Caspar Neher, mit Peter Lühr). Am 23. September 1936 hatte – reichsweit angekündigt – in Iltzs eigener Bearbeitung die erfolgreiche Bühnen-Uraufführung von Christian Dietrich Grabbes Die Hermannsschlacht Premiere. Iltz schuf eine neue, stark verkürzte Collage aus Versatzstücken des bei Grabbe dreitägigen Geschehens. In Düsseldorf kam das Stück als „Führerdrama“ auf die Bühne, das unverhohlen und appellativ der tagespolitischen Aktualisierung dienstbar war. Nach dieser Inszenierung wurden vom Gauamtsleiter Walter Steinecke 12 Radierungen angefertigt, die in Buchform im Januar 1937 Adolf Hitler übergeben wurden. Die Inszenierung wurde auch als festlicher Abschluss der „Grabbe-Woche“ am 2. Oktober 1936 in Detmold gezeigt und von der Presse einhellig bejubelt. Rainer Schlösser, der Präsident der „Reichstheaterkammer“, gratulierte Iltz zur „Eroberung eines großartigen Stückes für die deutsche Theaterwelt“.

## Konflikt mit der NSDAP
Im März 1932 geriet Iltz in Konflikt mit dem „Kampfbund für Deutsche Kultur“, als dieser die Absetzung von Kurt Weills Oper Die Bürgschaft verlangte. Im April folgte die Forderung der Gauleitung der Düsseldorfer NSDAP nach einem „deutschen Spielplan“, die außerdem von Iltz verlangte,„deutsche Künstler den Juden voranzustellen“: „Wir wollen den deutschen Künstler, der sich als Diener und Gestalter deutschen Kulturgutes fühlt. Wir sind es leid, beste deutsche Kunst in eine jüdische Manier verbogen zu sehen.“ Iltz stellte sich mutig der NSDAP entgegen und verbat sich jede Einflussnahme. In einer neunseitigen Antwort verwies er darauf, dass Meisterwerke deutscher Opernkunst aus der Zusammenarbeit mit Juden hervorgegangen seien, etwa bei Mozart und Da Ponte oder Nicolai und Mosenthal und weigerte sich, die geforderte „Personalpolitik“ der NSDAP an seinem Theater durchzuführen:

„Der Spielplan einer öffentlich subventionierten Bühne muß sich nach einem einheitlichen Willen richten, und das kann nur der Wille […] des Theaterleiters sein. Von diesem ist zu verlangen, daß er Fachkenntnis und Bühnenerfahrung vereine mit unbefangenem künstlerischen Sinn, mit wahrhaft unparteiischem Urteil. Ich für meine Person glaube, mir diese Unparteilichkeit erhalten zu haben. […] Während ich grundsätzlich in der Ausländerfrage ihrer Meinung bin, daß deutsche Kräfte ausländischen gleichrangigen vorzuziehen sind, weiche ich, was die Beschäftigung von Juden betrifft, gerade im Grundsätzlichen von ihrer Auffassung ab. […] Hier gibt es Unterschiede, die sogar ein blinder Antisemitismus, den Sie ja selbst nicht vertreten, kaum leugnen könnte, die Unterschiede nämlich zwischen jüdischem Ungeist, der gewiß bekämpfenswert ist, und jüdischem Geist. – Wohl sind wir alle gebunden an Rasse und Volk, aber neben und über den Naturgesetzen bestehen doch noch Geist und Willen. Gerade in den reproduzierende Künsten gibt es zahlreiche Juden, die mit aufrichtiger Liebe und Bewunderung dem deutschen Wesen zugetan sind und die sich in den Dienst deutscher Kunstwerke stellen. Gerade der Fremde kann unser Wesen in machem besser erkennen als wir selbst.“

Iltz schickte seine Entgegnung neben der NSDAP auch an den Deutschen Bühnenverein und an Intendantenkollegen in Deutschland. Ernst Josef Aufricht gratulierte Iltz: „Ich bewundere Ihre unerhört geschickte und saubere Antwort.“ Der Komponist Kurt Weill schrieb: „Sie haben immer genug persönliche Überzeugung und persönliche Courage gehabt, um das, was Sie als künstlerisch wichtig und notwendig erachtet haben, auch durchzusetzen.“ Durch diese offene Verteidigung seiner jüdischen Kollegen und bestärkt durch die Machtergreifung nahmen die Feindseligkeit zwischen Iltz und der NSDAP zu. Im Februar 1933 wurde Iltz in der Volksparole, dem Organ der Düsseldorfer NSDAP, anlässlich eines Festkonzerts zum 50. Todestages von Richard Wagner wegen des jüdischen Dirigenten Jascha Horenstein angegriffen:

„Leider hat Herr Horenstein die Weihestunde dirigiert. Wir müssen sagen ‚leider‘, denn es ist unerhört, daß das deutsche Theater in Düsseldorf für eine Wagnerfeier keinen deutschen Dirigenten findet, daß man hierzu Herrn Sascha (!) Horenstein bemühen muß. (…) Oberbürgermeister Lehr und Generalintendant Iltz werden sich noch umstellen müssen, sonst wird hier eines Tages auf irgend eine Weise doch dafür gesorgt werden müssen, daß im deutschen Düsseldorf wirklich deutscher Geist und deutsche Kultur in allen Zweigen zur Geltung kommt. Zunehmend fokussierte sich die Kritik auf Iltz: ‚Herr Iltz verstand die Zeichen der Zeit immer noch nicht und wollte von seinem Liebling nicht lassen. Herr Iltz, der nicht hören wollte, als es noch Zeit war, wird nun sehen müssen, daß das, was er versäumt hat, aus freien Stücken zu tun, wider seinen Willen durchgeführt wird. Der russische Jude Horenstein muß aus dem Düsseldorfer Theater verschwinden.‘“

Am 7. März 1933 schließlich belagerte eine SA-Einheit die Aufführung von Beethovens Fidelio, die Horenstein dirigierte, und verlangte die sofortige Absetzung des Dirigenten. Horenstein musste mitten in der Vorstellung aus dem Theater fliehen, wurde beurlaubt und musste Düsseldorf verlassen. Ihm folgte Hugo Balzer als Generalmusikdirektor nach. Gauleiter Friedrich Karl Florian ließ gegen Iltz polizeiliche Ermittlungen anstellen und die Düsseldorfer Stadtverwaltung forderte im April 1933 von Reichsminister Hermann Göring Iltz’ Entlassung, stieß aber auf Ablehnung. Allerdings wurde Iltz’ Spielraum als Generalintendant beschnitten und ihm ein nationalsozialistisch gesinnter Dramaturg, Alexander Schneider, an die Seite gestellt, der die Abteilung „Kunst und Kultur“ im „Völkischen Verlag“ leitete und jener Journalist, der ihn in der Volksparole angegriffen hatte. In einer Dienstanweisung wurde Iltz in künstlerischer Hinsicht freie Hand gelassen, verbunden mit der Auflage, der Spielplan müsse den Auflagen der „nationalen Regierung“ entsprechen.
1933 mussten jüdische Ensemblemitglieder wie Leon Askenasy (Askin), Leopold Lindtberg (Lemberger) und Erwin Parker sowie die Tanzmeisterin Ruth Loeser und weitere jüdische Schauspieler und Sänger das Düsseldorfer Theater verlassen, Bruno Hübner und Wolfgang Langhoff waren als Kommunisten ebenfalls untragbar geworden. Iltz überließ das Schauspiel vermehrt seinem Dramaturgen und wandte sich seiner Domäne, der Oper, zu, die er dem Theater- und Konzertbereich bevorzugte. Bei Propagandaminister Joseph Goebbels (der im Dezember 1933 drei Vorstellungen in Düsseldorf besucht hatte) und seine schützende Hand über Iltz hielt beklagte Iltz 1936 die „resonanzlose Atmosphäre“.
Als Iltz’ Vertrag als Generalintendant in Düsseldorf 1937 auslief, weigerte sich die Stadtverwaltung, diesen zu verlängern, er wurde vom Parteimitglied Otto Krauss abgelöst und sollte als Intendant nach Stuttgart gehen, dies wurde aber durch „Querschüsse“ der Düsseldorfer NSDAP verhindert. Der Düsseldorfer Oberbürgermeister Hans Wagenführ gab gegenüber Joseph Goebbels, der in seinem Tagebuch befand, dass Iltz „von den dortigen Instanzen saumässig behandelt“ werde und sich sogar telefonisch einschaltete, als Gründe für die Nichtverlängerung an, dass Iltz sich durch „Bevorzugung von Juden und Kommunisten“ gegen den Nationalsozialismus gestellt habe. Der Eintritt in die NSDAP wurde Iltz im Dezember 1937 durch die Ortsgruppe Düsseldorf-Pempelfort verwehrt, da ihm „liberalistisch-marxistischen Gesinnung“ vorgeworfen wurde und dass er sich nicht hinreichend „mit dem NS-Geiste in Einklang gebracht habe“.
Bei den „Reichsfestspielen“ in Heidelberg inszenierte Iltz 1937 Shakespeares Romeo und Julia (mit Gisela Uhlen, Lina Carstens, René Deltgen, Bühnenbild: Traugott Müller).

## Deutsches Volkstheater Wien

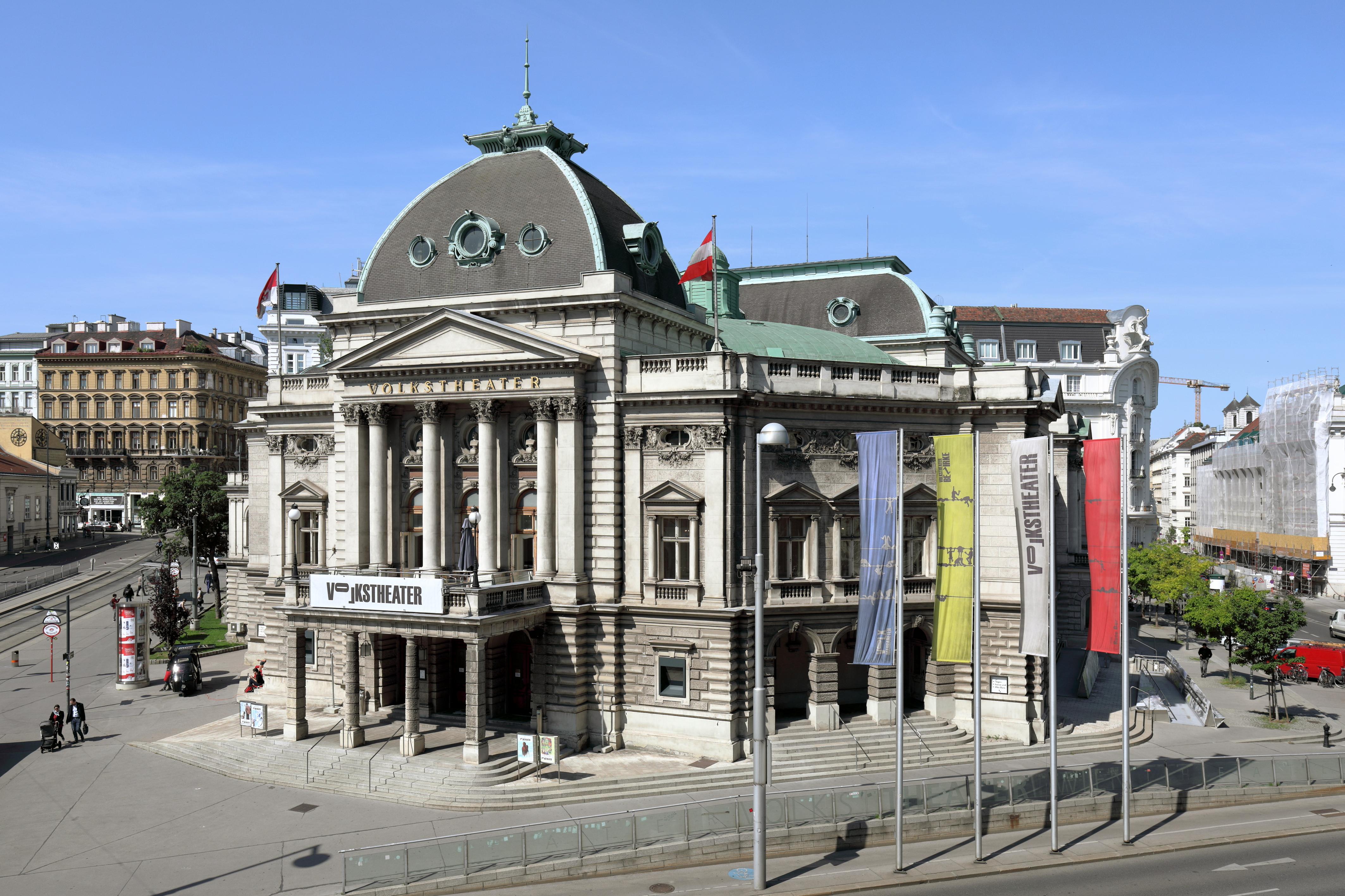
Das (ehemals Deutsche) Volkstheater in Wien, 2017

1938 wurde Iltz Intendant des Deutschen Volkstheaters in Wien, des größten Sprechtheaters des deutschen Sprachraums, das als erstes Theater in das NS-Freizeitprogramm „Kraft durch Freude“ eingegliedert wurde. Nach den Wünschen des nationalsozialistischen Regimes sollte das Volkstheater dem Massenkonsum dienen. Iltz gelang es, am Haus ein ruhiges Klima zu schaffen, sein Ensemble in Kriegszeiten sogar zu schützen. Iltz nahm sogar bei der Besetzung darauf Rücksicht, welche Ensemblemitglieder in welchen Stücken aufzutreten hatten. Er engagierte O. W. Fischer, Curd Jürgens, Gert Fröbe, Paul Hubschmid, später Judith Holzmeister und Inge Konradi, dazu kamen Dorothea Neff, Annie Rosar, Lotte Lang, Karl Skraup und Robert Lindner. Der spätere Direktor Leon Epp spielte 1938 in Nestroys Einen Jux will er sich machen und wurde auch als Regisseur eingesetzt, der junge Gustav Manker (später ebenfalls Direktor des Hauses) wurde als Bühnenbildner engagiert und erhielt 1942 auch seine erste Regieaufgabe.
Iltz verstand es, einen Spielplan zu gestalten, der an die Wiener Tradition anknüpfte und gleichzeitig die Machthaber, die linientreues Propagandatheater von ihm erwarteten, nicht zu verärgern. Iltz bestimmte, welchen Regisseuren welche Stücke „zugemutet“ werden konnten. Tendenzstücke wurden vor allem von ihm selbst, Walter Ullmann und dem betont nationalsozialistisch agierenden Oberspielleiter Erhard Siedel inszeniert, dem Regisseur und Schauspieler Günther Haenel wurden ab 1942 die „literarisch hochwertigen Stücke“ überantwortet. In den letzten Jahren der Direktion Iltz kamen unter Haenels Regie sogar Aufführungen zustande, die eine eindeutige oppositionelle Haltung zum Regime erkennen ließen. Das hing mit Iltz’ internem Führungsstil zusammen, der nach dem Abgang Siedels Haenel engagierte, um den sich bald ein Kreis von Künstlern scharte, die dem NS-Regime ablehnend gegenüberstanden und dies auch vorsichtig auf der Bühne zum Ausdruck zu bringen bereit waren. Übereinstimmend berichteten Zeitzeugen wie Inge Konradi, Gustav Manker und Judith Holzmeister, dass es auch gelungen sei, diese Absicht in die Praxis umzusetzen.
Günther Haenels Inszenierungen von G. B. Shaws Die heilige Johanna (1943) und Ferdinand Raimunds Zaubermärchen Der Diamant des Geisterkönigs (1944), beide im Bühnenbild Gustav Mankers, formulierten für aufmerksame Zuschauer einen erkennbaren theatralischen Widerstand, der von Iltz toleriert wurde. Bei Der Diamant des Geisterkönigs (April 1944) erfanden Haenel und Manker für das „Land der Wahrheit und der strengen Sitte“, in dem tatsächlich aber nur Lügnerinnen zu finden sind, eine Parodie verschiedener stilistischer Details aus dem Nazi-Deutschland der Gegenwart. Mankers Bühnenbild zitierte die neoklassizistische NS-Architektur, das Land der Wahrheit erschien in der Inszenierung wie eine übersteigerte „Endversion des nationalsozialistischen Paradieses“. Auch die Kostüme paraphrasieren in Stil und Aussehen BDM-Mädels mit langen blonden Zöpfen und teutonischem Mittelscheitel und Hitlerjungen. Der Darsteller des Veritatius, Karl Kalwoda, legte seine kühne Interpretation sogar als eine Parodie von Adolf Hitler an.
Die Bedeutung von Walter Bruno Iltzs liberaler Haltung als Intendant des Deutschen Volkstheaters während der Nazizeit und seine Einstellung zum Ensemble würdigte die Schauspielerin Inge Konradi:

„Daß das Volkstheater eine Insel für uns war, ist dem großen Einsatz und Mut von Walter Bruno Iltz zu verdanken. Man müsste ihn eigentlich auf ein Podesterl stellen, denn er war der Lebensretter des Volkstheaters. Er hat viele belastete Künstler an seinem Haus gehabt, sie über den Krieg hin beschützt und viele unkündbare Stellungen erreicht. Er hat genau gewusst welches Risiko er eingeht, wenn er Haenel mit der Regie für ‚Die heilige Johanna‘ und ‚Der Diamant des Geisterkönigs‘ beauftragt. Sein persönlicher Mut besitzt Seltenheitswert.“

Iltz eröffnete am 7. Oktober 1938 mit Schillers Die Räuber in eigener Regie und mit dem Bühnenbild von Gustav Manker, mit Hans Frank (Karl), Robert Valberg (Graf Moor), Karl Skraup (Schufterle), Paul Hubschmid (Hermann) und O. W. Fischer (Kosinsky). Dieses Stück inszenierte er auch 1939 bei den Reichsfestspielen Heidelberg in einer Fassung von Iltz und Max Mell, künstlerischer Beirat war Rochus Gliese, mit Paul Hoffmann (Franz), Liselotte Schreiner (Amalie), Eduard Wandrey (Schweizer) und Will Quadflieg (Kosinsky). Walter Bruno Iltz richtete den Spielplan am Deutschen Volkstheater genau nach der „Reichsdramaturgie“ des Ministeriums für Volksaufklärung und Propaganda in Berlin: von den 21 Premieren der ersten Saison waren 3 Klassiker, 4 Tendenzstücke, 7 deutsche Gegenwartsdramen, meist Komödien, 5 ältere Stücke und 2 ausländische Werke. Vier Ur- und zwei Erstaufführungen zeigen Iltzs Ambition zu neuen Stücken.
Die zweite Saison – die fünfzigste seit Bestehen des Deutschen Volkstheaters – eröffnete Iltz mit der Uraufführung des Historiendramas Der Komet von Rudolf Kremser mit O. W. Fischer als Kurfürst Moritz von Sachsen, Curd Jürgens als Kurfürst von Brandenburg und Gert Fröbe als Markgraf von Brandenburg. Zum 50-jährigen Jubiläum des Deutschen Volkstheaters inszenierte Iltz im Februar 1940 Franz Grillparzers Österreich-Drama König Ottokars Glück und Ende. Anlässlich der Grillparzer-Festwoche 1941 inszenierte Iltz Franz Grillparzers Ein treuer Diener seines Herrn mit Eduard Wandrey, Dorothea Neff und O. W. Fischer. Als Schillers Jungfrau von Orleans debütierte im März 1942 in der Regie von Iltz die 22-jährige Judith Holzmeister am Deutschen Volkstheater, neben ihr spielten O. W. Fischer den Lionel und Egon von Jordan den Dauphin. Die Inszenierung von Iltz sah in dem Stück weniger das nationale Schauspiel als die religiöse Legende. Mit Friedrich Hebbels Demetrius mit O. W. Fischer in der Titelrolle erfüllte sich Intendant Walter Bruno Iltz 1942 einen persönlichen Wunsch, für den er bei der „Reichsdramaturgie“ um eine Sondergenehmigung ansuchen musste, da seit dem Russlandfeldzug sämtliche russischen Stoffe verboten waren. In dieser Inszenierung wurde von Gustav Manker erstmals die Bühnenschräge in Wien verwendet.
In den letzten beiden Jahren der Direktion Walter Bruno Iltz änderte sich der Spielplan am Deutschen Volkstheater, Iltz zeigte mehr Mut und Einsatz abseits der NS-Normen. Neue deutsche Stücke minderer Qualität verschwanden zugunsten literarisch hochwertiger, wenn auch in Parteikreisen umstrittener, Werke vom Spielplan. Als Alibi dienten Iltz jeweils zwei Tendenzstücke pro Saison.
Im Zuge der allgemeinen kriegsbedingten Theatersperre im Deutschen Reich wurde das Deutsche Volkstheater am 1. September 1944 geschlossen.

## Nachkriegszeit

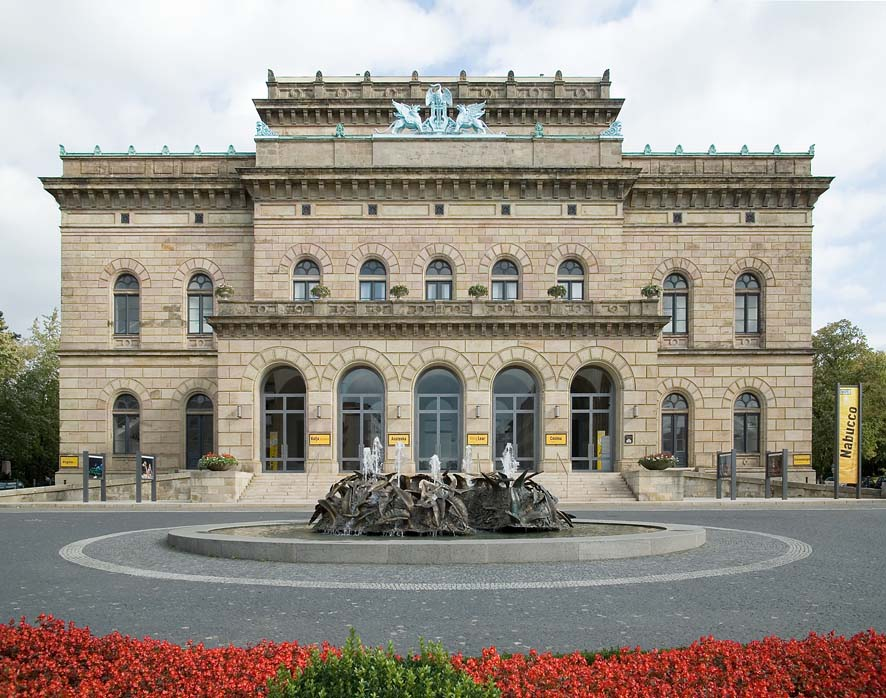
Staatstheater Braunschweig, 2006

Iltz wurde nach dem Krieg 1946 bis 1947 Intendant des Nürnberger Theaters, sein Vertrag sollte bis 31. August 1947 andauern, jedoch entzog die amerikanische Militärregierung Iltz die ursprünglich von ihr erteilte Lizenz bereits zum 15. Februar 1947, da bekannt wurde, dass Iltz „in Wien Leiter eines exponierten NS-Theaters gewesen sei“, obwohl dies von der Militärregierung zunächst noch als „Machinationen von beruflich interessierten und politisch belasteten Personen befunden“ wurde.
Das Verfahren vor der Spruchkammer Nürnberg gegen Iltz „auf Grund des Gesetzes zur Befreiung von Nationalsozialismus und Militarismus“ wurde 1947 eingestellt, da befunden wurde, dass er sich „zu keiner Zeit in propagandistischem Sinne für die Partei“ eingesetzt hatte. 1949 wurde Iltz im Entnazifizierungsverfahren entlastet und es wurde ihm bescheinigt, dass er in der „Judenfrage“ eine „mutige Haltung“ eingenommen hatte:

„I. stellte am 28. 11. 1937 Aufnahme-Antrag in die NSDAP, der aber am 31. 10. 1938 abgelehnt wurde. Weitere belastende Verbindungen zur NSDAP bestanden nicht. In der Judenfrage nahm I. eine mutige Haltung ein. In der Wiener Zeit versuchte er im Rahmen des Möglichen, NS-Geist von den KdF-Bühnen fernzuhalten. Das Verfahren vor der Spruchkammer Nürnberg wurde eingestellt mit der Feststellung, dass der Betroffene niemals mit der Partei sympathisiert hat.“

Von 1947 bis 1951 war Iltz Intendant des Staatstheaters in Braunschweig und machte es als Theater-„Wunder von Braunschweig“ zum bestbesuchten Theater Westdeutschlands. Am 14. November 1950 verständigte Intendant Iltz seine vorgesetzte Dienststelle, dass er auf eine eventuell beabsichtigte Verlängerung seines Vertrages keinen Wert lege, und gab Kompetenzprobleme mit dem Generalmusikdirektor Eugen Szenkar als Grund an: „Weil mir die Möglichkeit genommen wird, meinen Aufgaben als Intendant gerecht zu werden.“
Die Düsseldorfer Stadtverwaltung holte 1951 Walter Bruno Iltz nach Düsseldorf, er wurde als Generalintendant der „Städtischen Bühnen Düsseldorf“ berufen, als Gustaf Gründgens 1951 mit der Gründung der „Neuen Schauspiel-Gesellschaft mbH“ sich auf das Sprechtheater beschränkte und damit Intendant des Düsseldorfer Schauspielhauses wurde. Am 6. April 1951 kam es zum Abschluss des Vertrages mit Bruno Walter Iltz als Generalintendant der Städtischen Bühnen. Iltz galt als „Übergangslösung“, machte aber „solides Musiktheater mit interessanten Akzenten“ Iltz maß dem Tanztheater größere Bedeutung zu und engagierte erneut die mittlerweile berühmt gewordene Choreografin Yvonne Georgi, die drei Spielzeiten am Haus blieb und insgesamt 13 Ballette einstudierte. Ihre ersten Arbeiten waren 1951 Francis Poulencs Les animaux modèles (in der Ausstattung von Marcel Escoffier) und Carl Orffs Carmina Burana und später eine glanzvolle Umsetzung der Symphonie fantastique von Hector Berlioz. Wichtige Opernpremieren waren die Erstaufführungen von Igor Strawinskys The Rake’s Progress (Dirigent: Heinrich Hollreiser) und Hans Werner Henzes Ballettoper Boulevard Solitude (mit Yvonne Georgi), eine umjubelte Salome von Richard Strauss (unter Eugen Szenkar, mit Inge Borkh), die Uraufführung von Jurriaan Andriessens Ballettkomödie Das Goldfischglas (1952) und 1953 ein Doppelabend mit Béla Bartóks Herzog Blaubarts Burg und Strawinskys Le sacre du printemps (erst die zweite Aufführung in Deutschland, in der Choreografie von Yvonne Georgi).
1956 zog sich Walter Bruno Iltz nach Erreichung der Altersgrenze, aber auch wegen Angriffen auf seinen Spielplan, vom Theater zurück. Dadurch wurde eine generelle Neuordnung des Musiktheater- und Ballettbereiches in Düsseldorf möglich, die zu einer Zweistädtepartnerschaft von Düsseldorf und Duisburg führte (Deutsche Oper am Rhein).
Iltz starb 1965 kurz vor Vollendung seines 79. Lebensjahres auf seinem Landsitz „Iltzenhof“ in der oberbayerischen Gemeinde Tegernsee am Tegernsee. Er war in zweiter Ehe mit der Sängerin Käthe (Katharina) Königs verheiratet.